# WASP-68
WASP-68 (HD 193334) — звезда в созвездии Козерога. Находится на расстоянии приблизительно 880 световых лет от Солнца. Вокруг звезды обращается, как минимум, одна планета.

## Характеристики
WASP-68 представляет собой жёлтый субгигант, звезду 10,7 величины, не видимую невооружённым глазом. Впервые в астрономической литературе  упоминается под наименованием HD 193334 в каталоге Генри Дрейпера, изданном в начале XX века. Масса и радиус звезды равны 1,24 и 1,69 солнечных соответственно. Температура поверхности звезды составляет приблизительно 5910 кельвинов. Светимость звезды превосходит солнечную в 3,2 раза.

## Планетная система
В 2013 году группой астрономов, работающих в рамках программы SuperWASP, было объявлено об открытии планеты WASP-68 b в системе. Это газовый гигант с массой и радиусом, равными 0,95 и 1,24 юпитерианских соответственно. Планета обращается на расстоянии около 0,06 а.е. от родительской звезды, совершая оборот за пять с лишним суток. Открытие планеты было совершено транзитным методом.